# Vassilikí Léva
Vassilikí Léva (en grec Βασιλική Λέβα) est une femme politique grecque.

## Biographie
Aux élections législatives grecques de janvier 2015, elle est élue députée au Parlement grec sur la liste de la SYRIZA dans la circonscription de la Phthiotide.